# Solieria vacua
Solieria vacua är en tvåvingeart som först beskrevs av Camillo Rondani 1861.  Solieria vacua ingår i släktet Solieria och familjen parasitflugor. Inga underarter finns listade i Catalogue of Life.